# Kulturåret 1721

## Händelser
- Okänt datum - Restaurangen Den gyldene freden ser dagens ljus och blev ett populärt tillhåll för kulturpersoligheter.
- Okänt datum - Charles-Joseph Natoire tilldelas Prix de Rome stipendium i kategorin måleri.

## Nya verk
- Den första teaterföreställningen i Stockholm på femton år, sedan Stora Bollhuset återinvigs.

## Födda
- 11 april – David Zeisberger (död 1808), amerikansk författare och missionär av mähriskt ursprung.
- 24 april - Johann Philipp Kirnberger (död 1783), tysk musiker.
- 22 juni - Joakim Vilhelm Liliestråle (död 1807), svensk justitiekansler och flörfattare.
- 28 augusti - Charles-Louis Clérisseau (död 1820), fransk arkitekt och målare.
- 19 oktober – Joseph de Guignes (död 1800), fransk orientalist.
- 30 november – Anders Carl Rutström (död 1772), svensk präst och sångförfattare.
- okänt datum - Pierre Hubert L'Archevêque (död 1778), fransk skulptör, direktör för Konstakademien 1768-1777.
- okänt datum - Johan Kahl (död 1746), svensk psalmförfattare.
- okänt datum - Vasilij Ivanovitj Nejelov (död 1782), rysk arkitekt.
- okänt datum - Carl Stolpe (död 1783), svensk boktryckare.

## Avlidna
- 18 juli - Antoine Watteau (född 1684), fransk målare, tecknare och grafiker under rokokoperioden.
- 13 december - Alexander Selkirk (född 1667), förebild för den litterära peronen Robinson Crusoe.
- okänt datum - Francesco Carlo Bizzaccheri (född 1655), italiensk skulptör och arkitekt under barocken.
- okänt datum - Jonas Rothof (född 1670), svensk översättare och sångförfattare.